# Magneuptychia thalessa
Magneuptychia thalessa är en fjärilsart som beskrevs av Heinrich Benno Möschler 1876. Magneuptychia thalessa ingår i släktet Magneuptychia och familjen praktfjärilar. Inga underarter finns listade i Catalogue of Life.